# SRF 1
SRF 1 ist das erste Fernsehprogramm des Schweizer Radio und Fernsehens (SRF), eines Teils der Schweizerischen Radio- und Fernsehgesellschaft (SRG). Es ist heute u. a. über Kabelfernsehen und Satellit empfangbar.

## Geschichte
Das heutige SRF 1 ist der älteste Fernsehsender der Deutschschweiz und war bis zum Start von S Plus 1993 auch der einzige Kanal des Schweizer Fernsehens (heute Schweizer Radio und Fernsehen). Zwischen der Gründung des Schweizer Fernsehens 1953 und jenem Zeitpunkt war es damit mangels privater Konkurrenz gar das einzige landesweit empfangbare Programm der deutschsprachigen Schweiz. Vor der Einführung des Senders SF 2 bzw. des Konzeptes «Ein Programm auf zwei Kanälen» 1993 hiess der Kanal SF DRS, 1997 SF 1 oder SF1, vor 1993 DRS bzw. TV DRS.
2005 erhielten die damaligen Sender SF 1 und SF 2 neue Erscheinungsbilder (als SF 1 und SF zwei) und wurden klarer voneinander abgegrenzt. Seither sind Kinder- und Jugendsendungen ausschliesslich auf SRF zwei zu sehen, die traditionelle Kinderstunde am Vorabend auf SRF 1 entfiel. Die analoge Ausstrahlung wurde im Grossteil der Schweiz per 26. November 2007, im Kanton Wallis per 25. Februar 2008 eingestellt. Seit 29. Februar 2012 wird SRF 1 ebenfalls in HD (720p/50) ausgestrahlt.
Die Abstrahlung über digitales Antennenfernsehen (DVB-T) wurde am 3. Juni 2019 eingestellt und am 8. Juli 2020 über die beiden reichweitenstarken Grundnetzsender Hoher Kasten und Pfänder wieder aufgenommen, welches auch die Einspeisung in die Overspill-Gebiete der Kabelnetzbetreiber in Österreich und Deutschland möglich macht.
Seit 16. Dezember 2012 heisst das Programm, nach der Fusion am 1. Januar 2011 von Schweizer Fernsehen und Schweizer Radio DRS zum neuen Unternehmen Schweizer Radio und Fernsehen (SRF), SRF 1.
Seit Juni 2021 wird SRF 1 auch in Full HD gesendet.
Der Programmauftrag wird formal privatrechtlich unter einer Konzession des Bundes (Service public) erbracht. Zur Sonderstellung, die einem öffentlich-rechtlichen Programmauftrag entspricht, siehe Schweizerische Radio- und Fernsehgesellschaft#Die Gesellschaft.

## Historische Logos

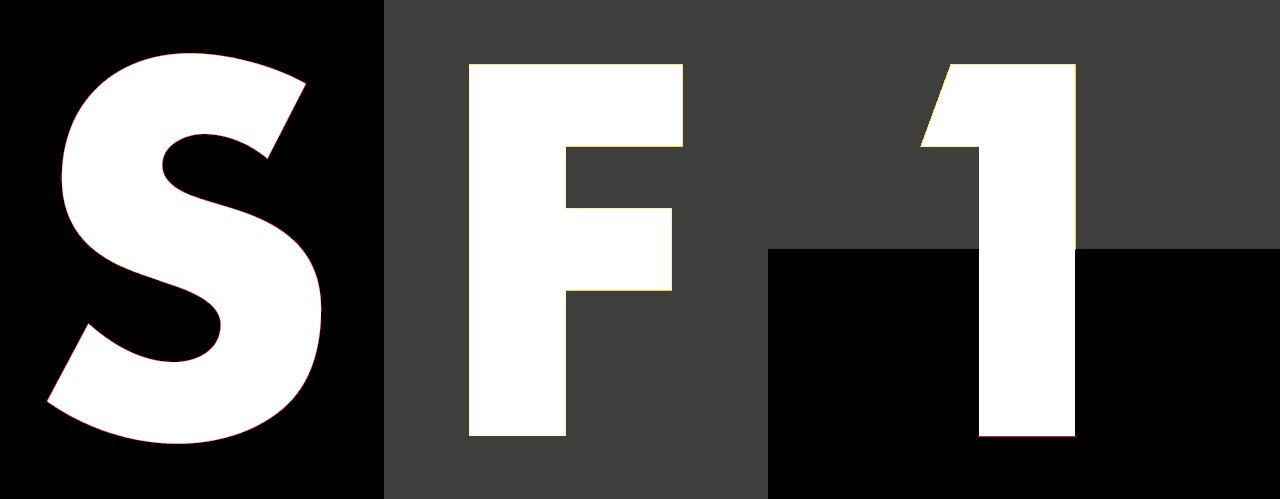
Das ehemalige Cornerlogo des Fernsehsenders SF1 von 1997 bis 2005
Farbvariante desselben Logos
Logo von SF 1 vom 5. Dezember 2005 bis 28. Februar 2012
Logo von SF 1 vom 29. Februar 2012 bis 15. Dezember 2012
Logo des HD-Ablegers ab 29. Februar 2012 bis 15. Dezember 2012
Logo des HD-Ablegers ab 16. Dezember 2012

## Programm
SRF 1 bietet ein Vollprogramm mit vielen Informationssendungen, eigenproduzierten Unterhaltungssendungen, Serien und Spielfilmen an. Die wichtigsten Sendungen sind:

### Nachrichtensendungen und Magazine
- Tagesschau. tägliche Nachrichtensendung
- SRF Meteo. Wettervorhersage
- 10vor10. Nachrichtenmagazin mit Hintergrundinformationen
- Schweiz aktuell. regionale Nachrichten
- Newsflash. Kurznachrichten am späten Abend
- SRF Börse. wirtschaftliches Magazin mit aktuellen Zahlen von der Börse
- Abstimmungsstudio. Live-Sendung mit aktuellen Resultaten und Analysen zu Volksabstimmungen
- Rundschau. Hintergrundmagazin über Politik, Wirtschaft und Gesellschaft
- Kassensturz. Konsumentenmagazin
- Puls. Gesundheitsmagazin
- G&G – Gesichter und Geschichten. People-Magazin
- Hinter den Hecken. Gartenmagazin
- mitenand. Berichte über die Arbeit gemeinnütziger Organisationen
- SRF Spezial. Sendungen ausserhalb der normalen Programmstruktur (Sommerserie SRF Spezial Fernweh. SRF Spezial Langzeitreportagen)
- SRF Kinder-News. Nachrichten für Kinder
- #SRFglobal. Auslandsmagazin mit SRF-Korrespondenten, moderiert von Florian Inhauser[6]

### Talk- und Diskussionssendungen
- Der Club. (früher Zischtigsclub, hochdeutsch: Dienstagsclub): Diskussionssendung (dienstags, 22:20 Uhr)
- Literaturclub. Literatursendung mit Stefan Zweifel (einmal im Monat an Stelle des Clubs)
- Arena. Politische Diskussionsrunde (freitags, 22:20 Uhr)
- Gredig direkt. Talkshow mit prominenten Gästen, moderiert von Urs Gredig (donnerstags, 22:25 Uhr)
- Persönlich. langjährige populäre sonntägliche Radiotalkshow, seit 2021 im Fernsehen ausgestrahlt (sonntags, 16:15 Uhr)
- ECO Talk. Wirtschaftstalk mit Reto Lipp (montags 22:25 Uhr, seit August 2021)
- Classe politique. Polit-Diskussionen live aus dem Bundeshaus (viermal jährlich zu den Sessionen des Parlaments)

### Unterhaltungssendungen
- 1 gegen 100. Quizshow mit Angélique Beldner[7] (montags, 20:05 Uhr)
- Samschtig-Jass. Seit Jahrzehnten populäre Spielshow rund um das Kartenspiel Jass (jeden zweiten Samstag im Wechsel mit Potzmusig)
- Potzmusig. Volksmusiksendung (alle zwei Wochen)
- Mini Chuchi, dini Chuchi. Doku-Soap, in welcher 5 Kandidaten mit einem Gericht zu einem wöchentlichen Thema gegeneinander antreten (Montag–Freitag, 18:15 Uhr)
- Comedy Talent Show. Stand-up-Auftritte von bekannten Comedians und Newcomern (in der Sommerpause am Sendeplatz von Deville)
- Eusi Landchuchi. gesamtschweizerischer Kochwettbewerb für die regionale Küche, gemeinsam mit RTS und RSI (in der Sommerpause)
- Wer wohnt wo?. Unterhaltungssendung mit Sven Epiney, in der Kandidaten erraten müssen, wem welche Wohnung gehört (Samstag, 20:05 Uhr)
- Happy Day. Sendung in der Wünsche von Menschen erfüllt werden (an vier Samstagen im Jahr, 20:05 Uhr) Moderiert von Röbi Koller (2007–2025), ab Sommer 2025 von Nik Hartmann
- Darf ich bitten?. Tanzsendung nach dem Vorbild von Dancing Stars, in der Prominente mit professionellen Tanzpartnern um den Titel kämpfen, moderiert von Sandra Studer (Samstag, 20:05 Uhr, live)
- Stadt Land Talent. Talentshow, Jury: Luca Hänni, Stefanie Heinzmann, Jonny Fischer; Moderation: Viola Tami (seit 2021)
- Donnschtig-Jass. In der Sommerpause ausgestrahlte Spezialform von Samschtig-Jass. Zwei Gemeinden kämpfen um die Austragung der nächsten Sendung.
- Hello Again. Musikshow (jeweils einmal im Jahr, Samstag Hauptsendezeit)
- Die Silvestershow mit Jörg Pilawa. Musiksendung (Silvester, 20.15 Uhr)
- Die Sendung des Monats. Late-Night-Show mit Gabriel Vetter, Fabienne Hadorn und Sven Ivanić (ein Mal monatlich jeweils sonntags, 21:40 Uhr)
- Late Night Switzerland. Late-Night-Show mit Stefan Büsser und Michael Schweizer (Erste Staffel: Februar bis April 2024 drei Mal monatlich jeweils sonntags, 21:40 Uhr)

### Kultur und Bildung
- DOK. Dokumentarfilme
- Reporter. Kurzdokumentationen über aktuelle Themen (sonntags, 21:45 Uhr)
- Kulturplatz. Kulturmagazin
- Sternstunden. Filmbeiträge und Diskussionen in den Bereichen Religion, Philosophie und Kunst (sonntags, 10:00–13:00 Uhr)
- Bilder zum Feiertag. Multikulturelles Magazin
- Horizonte. Dokumentarfilme (fremdproduziert; am Sonntagnachmittag)
- Geboren am... Doku-Reihe über bekannte Schweizer Personen, die am selben Tag geboren sind
- Es geschah am... Doku-Reihe, in der jüngere Ereignisse der Schweizer Geschichte aufgearbeitet werden (z. B. Postraub bei der Sihlpost, Zuger Attentat)
- Mona mittendrin. Mona Vetsch arbeitet eine Woche in einem gesellschaftlich wichtigen Beruf
- SRF school (früher: Schulfernsehen und SRF mySchool). Für den Schulunterricht geeignete Kurzdokumentationen (montags bis freitags 09:30–10:30 Uhr)
- kulturplatz. Kulturmagazin (mittwochs, 22:50 Uhr)
- einstein. Wissenschaftsmagazin (donnerstags 21:00 Uhr)

### Serien, produziert von SRF
- Der Bestatter. Krimiserie (2013–2019)
- Wilder. Krimiserie (2017–2022)
- Frieden. Dramaserie (2020)
- Neumatt. Dramaserie (2021–2024)
- Tschugger. Krimiserie (2021–2024)

### Sonstige Serien
- Tatort. gemeinsam mit ARD und ORF, sonntags 20:05 Uhr
- Dienstagsabendkrimi. gemeinsam mit ARD, ZDF und ORF, dienstags, 20:05 Uhr
  - Ein Fall für Zwei
  - Der Alte
  - Der Kriminalist
  - Die Chefin
  - Der Staatsanwalt
  - Jenseits der Spree
- SRF bi de Lüt. Sendereihe, freitags 20:05 Uhr
- Guetnachtgschichtli. Folgen von Kinderserien

### RTR
Die Radiotelevisiun Svizra Rumantscha (RTR) sendet Beiträge in rätoromanischer Sprache auf SRF 1, so die Telesguard (Tagesschau) und Cuntrasts.

### Programmfenster
In Programmfenstern werden Sendeformate von privaten Medienunternehmen ausgestrahlt:
Presse TV AG (Aktionäre: Neue Zürcher Zeitung AG, Ringier Axel Springer Schweiz AG, Tamedia und die Südostschweiz TV AG):
- Gesundheitheute. Gesundheitsmagazin mit Jeanne Fürst
- NZZ Format. Doku und Reportagen
- Standpunkte (Bilanz Standpunkte, NZZ Standpunkte, Südostschweiz Standpunkte und SonntagsZeitung Standpunkte). Diskussionssendungen

Alphavision AG:
- Fenster zum Sonntag. Diskussionssendung über Themen aus der christlich-ethischen Perspektive

### Eingestellte Sendungen
- Leben live. (2007–2008)
- Zart oder Bart? Quizshow mit Röbi Koller (2007–2008)
- Quer: Magazin mit Talks mit Patrick Rohr. (1996–30. März 2007; Nachfolger: Leben live)
- MTW – Menschen, Technik, Wissenschaft. Wissenschaftsmagazin (1975–Ende März 2007; Nachfolger: Einstein)
- Lüthi und Blanc. Einzige Schweizer Seifenoper mit 288 Folgen (1999–13. Mai 2007)
- Eiger, Mönch und Kunz. (2001–2005) bzw. Eiger, Mönch und Maier (2005–2006): Quizshow mit Fragen über die Schweiz
- Fascht e Familie. Sitcom mit 96 Folgen (1994–1999)
- Punkt CH. Politsatire (4. Februar 2004 bis 25. November 2007) (Nachfolger von Viktor’s Spätprogramm)
- MusicStar. Schweizer Musik-Castingsendung (Konzept nach Starmania) (2003–2009)
- Deal or No Deal. Zockershow mit Roman Kilchsberger eingestellt 2010 nach genau 270 Sendungen (2004–2010)
- Tag und Nacht. Arztserie/Seifenoper (2008–2009)
- al dente. Koch- und Quizshow mit Sven Epiney (bis 27. Dezember 2010)
- Ab in die Küche. Kochshow (April bis Mai 2011)
- Die grössten Schweizer Hits. teilweise vergleichbar mit Die ultimative Chart-Show auf RTL (2006–2009)
- Traders. Quizshow mit Roman Kilchsperger (2011–2012)
- 5 gegen 5. Gameshow mit Sven Epiney, basierend auf dem internationalen Format Familienduell (2005–2012)
- Benissimo. Unterhaltungsshow/Lotterieshow mit Beni Thurnheer (1992–2012)
- Wetten, dass..? Samstagabendshow, (1981–2012, sowie die letzte Sendung 2014, ab 2012 ohne Schweizer Beteiligung)
- Edelmais & Co. Sketchshow (2005–2011)
- The Voice of Switzerland. Castingshow nach internationaler Vorlage The Voice (2013–2014)
- Giacobbo/Müller. Late-Night-Show, satirischer Wochenrückblick mit Viktor Giacobbo und Mike Müller (2008–2016)
- Top Secret. Quizshow mit Roman Kilchsperger (2012–2018)
- Aeschbacher. Talkshow mit Kurt Aeschbacher (2001–2018)
- nachtwach. Interaktive Call-in-Talksendung mit Barbara Bürer, zeitgleich auf Radio SRF 3 ausgestrahlt (2007–2018)
- Mini Beiz, dini Beiz. Restaurant-Doku-Soap (2014–2019)
- Wege zum Glück. Telenovela (montags bis freitags 16:55 Uhr) (2005–2008)
- Der Bestatter. Serie mit Mike Müller (2013–2019)
- Schawinski. Talkshow mit Roger Schawinski (montags, 22:55 Uhr) (2011–2020)
- ECO. Wirtschaftssendung (2007–2021)
- Mini Schwiiz, dini Schwiiz. Doku-Soap, in welcher die Protagonisten ihre Heimat-/Wohngemeinde vorstellen (Montag–Freitag am Vorabend) (2019–2021)
- Deville. Comedy Satire-Format (2016–2023)